# St. Johannis (Siebeneichen)

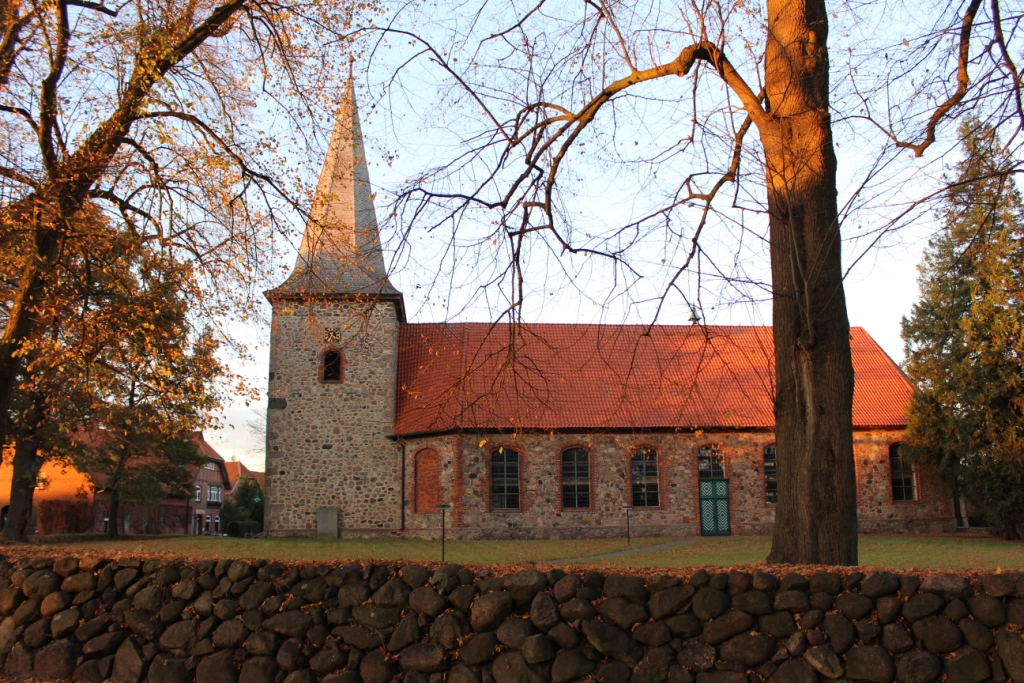
St. Johannis (Siebeneichen)

Die Kirche  St. Johannis ist ein geschütztes Kulturdenkmal mit der Objekt-ID 3790 im Denkmalschutzgesetz in Siebeneichen, einer Gemeinde im Kreis Herzogtum Lauenburg in Schleswig-Holstein. Die Kirchengemeinde gehört zum Kirchenkreis Lübeck-Lauenburg der Evangelisch-Lutherischen Kirche in Norddeutschland.

## Beschreibung
Der romanische Vorgängerbau wurde 1751/53 im Auftrag des damaligen Kirchenpatrons Johann Graf von Bernstorff durch eine Feldsteinkirche nach einem Entwurf von Johann Paul Heumann ersetzt. Die Saalkirche besteht aus einem Langhaus, das an beiden Seiten dreiseitig abgeschlossen ist, und einem Kirchturm im Westen, der mit einem achtseitigen, spitzen Helm bedeckt ist. 
Der Innenraum ist mit umlaufenden Emporen ausgestattet. Der mittlere Bereich ist mit einem Muldengewölbe überspannt. Zur Kirchenausstattung steht zwischen Patronatslogen an der Ostseite der Kanzelaltar des Bildhauers Hermann Andreas Elleroth von 1754. Die Orgel wurde 1847 von Eduard Meyer gebaut.